# Christian Welp
Christian Ansgar Welp (ur. 2 stycznia 1964 w Delmenhorst, zm. 1 marca 2015 w Holly) – niemiecki koszykarz, występujący na pozycji środkowego, mistrz Europy z 1993 roku.

## Kariera
Christian Welp karierę rozpoczął w 1982 BC Giants. Potem w roku wyjechał na studia do University of Washington, gdzie grał w uniwersyteckiej drużynie Washington Huskies.

### NBA
W 1987 został z numerem 16 wybrany do 1987 NBA Draft przez Philadelphia 76ers, w barwach którego zadebiutował w rozgrywkach NBA. W NBA grał jeszcze San Antonio Spurs (1989/1990) i Golden State Warriors (1990). Łącznie w NBA rozegrał 109 meczów i zdobył 359 punktów.

### Europa
Po niezbyt udanej przygodzie w NBA Welp wrócił do Europy, gdzie odnosił większe sukcesy. W latach 1990–1996 grał w Bayerze Leverkusen, z którym zdobył sześciokrotnie mistrzostwo Niemiec (1991, 1992, 1993, 1994, 1995, 1996) oraz trzykrotnie Puchar Niemiec (1991, 1993, 1995). W latach 1996–1997 grał w greckim Olympiakosie Pireus, z którą w 1997 roku zdobył potrójną koronę: mistrzostwo Grecji, Puchar Grecji (1997), mistrzostwo Euroligi. W latach 1997–1998 grał w ALBA Berlin (mistrzostwo Niemiec - 1998) oraz we włoskiej Viola Reggio Calabria, w której w 1999 zakończył karierę.

### Reprezentacja
Christian Welp w reprezentacji Niemiec zadebiutował w roku i reprezentował swój kraj na igrzyskach olimpijskich 1984 w Los Angeles. Jednak największy sukces z reprezentacją osiągnął w 1993, w którym reprezentacja Niemiec będąc gospodarzem mistrzostw Europy 1993 zdobyła mistrzostwo, pokonując w finale reprezentacji Rosji 71:70, a Welp zdobył ostatnie punkty rozstrzygające ten mecz, a potem został wybrany MVP tego turnieju.

## Osiągnięcia

### Klubowe
- 7-krotny mistrz Niemiec (1991, 1992, 1993, 1994, 1995, 1996, 1998)
- 3-krotny zdobywca Pucharu Niemiec (1991, 1993, 1995)
- mistrz Grecji (1997)
- 3-krotny zdobywca Pucharu Grecji (1997)
- mistrz Euroligi (1997)

### Kadra
- mistrz Europy (1993)

### Indywidualne
- MVP Eurobaketu (1993)
- Husky Hall of Fame (2001)[2]

## Statystyki w NBA
Na podstawie Basketball-Reference.com (ang.)

### Sezon regularny
| Sezon   | Drużyna      | M   | S5 | MPG   | FG%   | 3P% | FT%   | RPG | APG | SPG | BPG | PPG |
| ------- | ------------ | --- | -- | ----- | ----- | --- | ----- | --- | --- | --- | --- | --- |
| 1987/88 | Philadelphia | 10  | 0  | 13,2  | 58,1% |     | 66,7% | 2,4 | 0,5 | 0,2 | 0,2 | 4,8 |
| 1988/89 | Philadelphia | 72  | 0  | 11,7  | 44,6% | 0%  | 65,8% | 2,7 | 0,4 | 0,3 | 0,6 | 3,4 |
| 1989/90 | San Antonio  | 13  | 1  | 4,3   | 30,4% |     | 50,0% | 0,9 | 0,3 | 0,1 | 0,0 | 1,2 |
| 1989/90 | Golden State | 14  | 2  | 10,14 | 42,1% |     | 78,3% | 2,6 | 2,4 | 0,4 | 0,6 | 3,6 |
| Razem   |              | 109 | 3  | 10,76 | 44,6% | 0%  | 68,1% | 2,4 | 0,4 | 0,3 | 0,5 | 2,7 |

### Play-offy
| Sezon | Drużyna      | M | S5 | MPG | FG%   | 3P% | FT% | RPG | APG | SPG | BPG | PPG |
| ----- | ------------ | - | -- | --- | ----- | --- | --- | --- | --- | --- | --- | --- |
| 1989  | Philadelphia | 3 | 0  | 7,3 | 33,3% |     | 0   | 2,3 | 0   | 0   | 0   | 0,7 |

## Życie prywatne
Christian Welp po zakończeniu kariery zamieszkał wraz z żoną i trójką dzieci w Seattle. W 2006 roku był asystentem trenera reprezentacji Niemiec. Zmarł nagle dnia 1 marca 2015 w Holly w wieku 51 lat.